# Smørrebrød

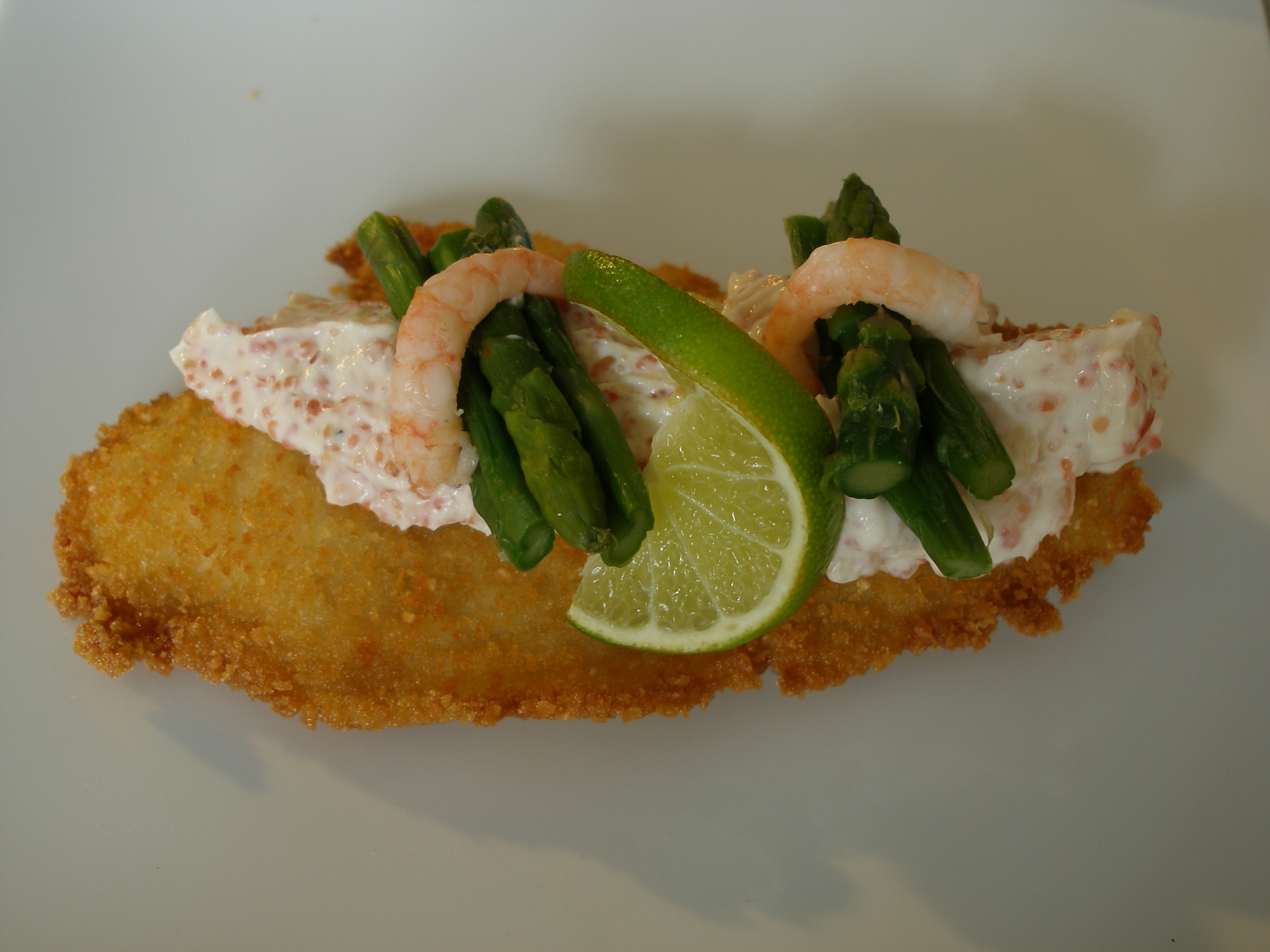
Smørrebrød

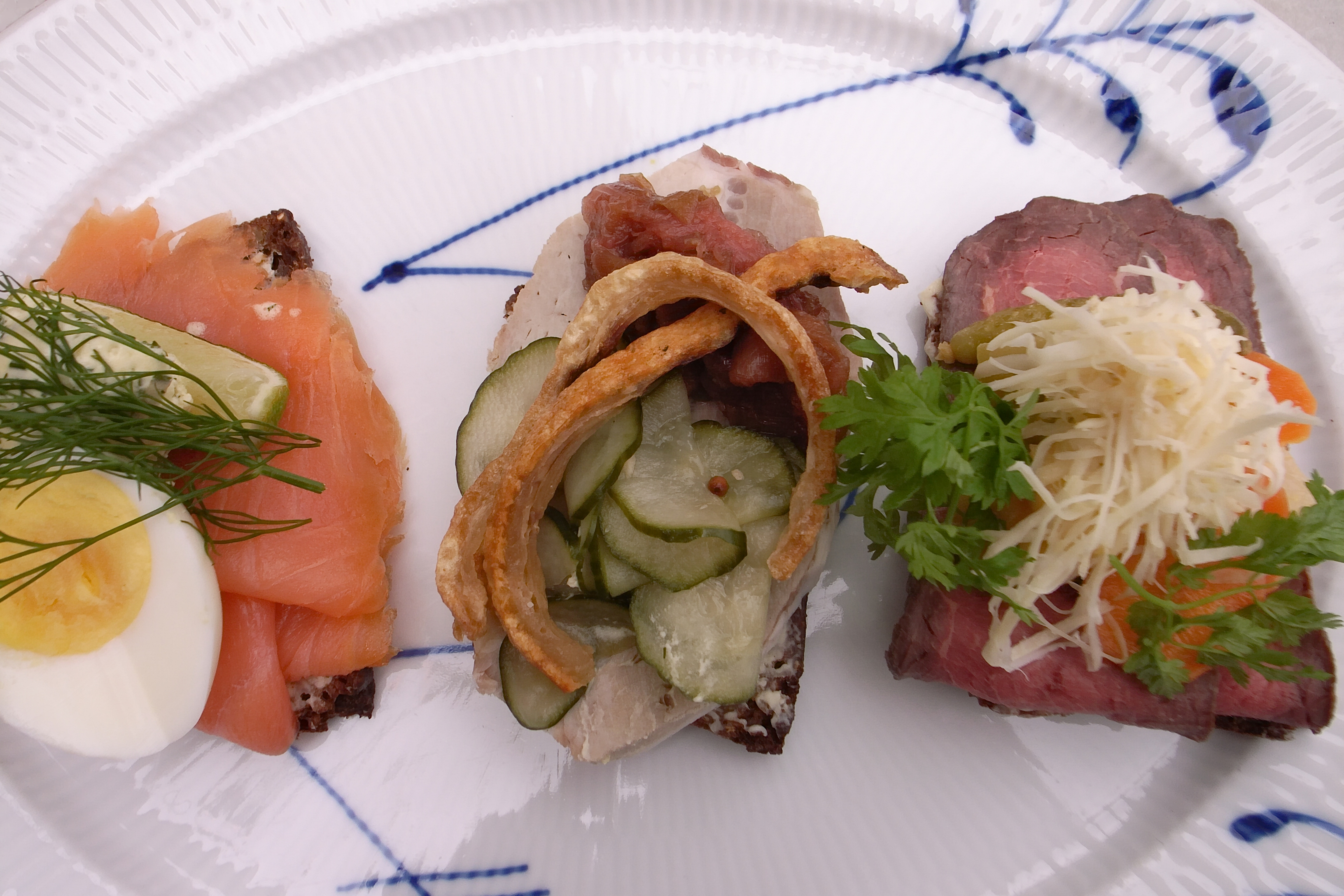
Smørrebrød met zalm, varkensvlees en rosbief (v.l.n.r.)

Smørrebrød (/smʏrəbrøt/, IPA: ˈsmɶɐ̯ɐˌb̥ʁœðˀ; oorspronkelijk smør og brød, "boter en brood") of smörrebröd is een traditioneel Deens lunchgerecht dat doorgaans bestaat uit een beboterde snee roggebrood, die met een uitgebreid beleg van saus, kaas, vlees, vis, rauwkost en/of andere voedingsmiddelen versierd wordt. Dit zorgt niet enkel voor een gevarieerde smaak, maar ook voor een bont uiterlijk. Door het uitgebreide beleg is het brood zelf vaak niet of nauwelijks te zien.

## Ontstaan
"Smørrebrød" gaat terug tot de 19e-eeuwse lunchpakketten van boeren en werknemers die bestonden uit plakjes brood met uiteenlopend beleg. Dit beleg bestond naast boter uit dunne plakjes vlees of vis, kaas en een soort brood-'spread'.. Het brood was het in Denemarken populaire roggebrood dat donkerder en iets minder zoet is dan andere soorten roggebrood.
Restaurant Nimb in Tivoli was het eerste restaurant dat "smørrebrød" op het menu zette, in 1883, en serveert het nog steeds. In de jaren 1880 werd het Deense “smørrebrød” een meer luxe lunch-specialiteit met zeer smakelijk roggebrood als basis en allerlei soorten beleg en uiterlijk, gegeten van fraai opgemaakte tafels.

## Variaties
Van smørrebrød bestaan talloze variaties. Behalve het traditionele roggebrood wordt voor smørrebrød bijvoorbeeld volkorenbrood of wittebrood gebruikt, en soms in plaats van boter ander vet. Niet alle voedingsmiddelen kunnen als beleg fungeren, en niet alles kan met elkaar worden gecombineerd. Zowel vorm als smaak spelen bij de selectie een rol.  
Voorbeelden van combinaties zijn:
- smørrebrød met leverpastei: donker roggebrood met een laag leverpastei, gegarneerd met een plakje zout rundvlees, rauwe uienringen en tuinkers.
- smørrebrød met paling: gerookte paling op donker roggebrood, belegd met roerei en gesneden radijsjes of gehakt bieslook.
- smørrebrød met rosbief dun gesneden rosbief op donker roggebrood, overgoten met remouladesaus, en gegarneerd met geraspte mierikswortel en geroosterde ui.
- smørrebrød met varkensvlees: dun gesneden geroosterd varkensvlees op donker roggebrood, belegd met zoete rodekool en zuurkool, en gegarneerd met een schijfje sinaasappel.
- smørrebrød met tartaar: rauw gehakt rundvlees met zout en peper op donker roggebrood, belegd met rauwe uienringen, geraspte mierikswortel en een rauwe eierdooier.
- smørrebrød met zalm: stukjes koude gerookte of gemarineerde zalm (gravlax) op wittebrood, gegarneerd met garnalen, een schijfje citroen en verse dille.

In Denemarken wordt smørrebrød buiten restaurants in winkels of slagerijen aangeboden, waar het per stuk wordt verkocht. Het smørrebrødrestaurant van Ida Davidsens in Kopenhagen werd beroemd door zijn uitgebreide 140 cm lange menulijst met 178 varianten. De lijst is vanwege zijn lengte opgenomen in het Guinness Book of World Records.